# Empis confluens
Empis confluens är en tvåvingeart som beskrevs av Becker 1907. Empis confluens ingår i släktet Empis och familjen dansflugor. Inga underarter finns listade i Catalogue of Life.